# 2014年8月

## 8月1日
災害事故
- 2014年臺灣高雄氣爆事故
  - 臺灣高雄市苓雅區、前鎮區凱旋三路、三多路、一心一路 部分路段一帶清晨發生瓦斯氣爆事故，造成32死321傷。[1][2]
- 2014年西非伊波拉病毒疫情
  - 利比里亚和塞拉利昂为应对埃博拉疫情，下令关闭学校和市场，检疫受影响社区。[3]塞拉利昂在7月30日下令全国进入紧急状态。[4]

武装冲突
- 保护边缘行动
  - 联合国和美国斡旋下的72小时停火上午8点被打破，一名以色列士兵遭绑架，数名在袭击中丧生。美国和联合国谴责袭击。[5]

法律罪案
- 乌干达反同性恋法案
  - 乌干达宪法法院裁定乌干达反同性恋法案无效。

黑客攻击
- 2014年温州有线电视遭黑客攻击事件
  - 不明身份的黑客在2014年8月1日建军节晚间针对中华人民共和国浙江省温州市有线电视发起入侵，节目画面出现反共标语和敏感图片。随后该市电视信号一度被切断。[6]

## 8月2日
灾害事故
- 2014年昆山中荣工厂爆炸事故
  - 上午7时37分，位于苏州昆山市经济开发区的中荣金属制品有限公司汽车轮毂拋光车间在生产过程中发生爆炸事故，造成至少65人死亡，近200人受伤。[7]

## 8月3日
灾害事故
- 2014年云南鲁甸地震
  - 下午16:30，云南昭通市鲁甸县龙头山镇发生芮氏6.5级地震，截止晚上9時30分，地震已造成至少175人死亡。[8]

## 8月5日
武裝衝突
- 美國陸軍二星少將哈羅德·格林在阿富汗法希姆元帥國防大學內被一名阿富汗士兵槍殺。[9]

## 8月6日
武裝衝突
- 博科聖地武裝分子攻佔尼日利亞博爾諾州果扎。[10]

科學與科技
- 歐洲太空總署在2004年發射的探測器羅塞塔號抵達楚留莫夫－格拉希门克彗星。[11]

## 8月7日
武裝衝突
- 伊拉克和黎凡特伊斯蘭國武裝分子攻佔伊拉克尼尼微省的克拉克斯，大量伊拉克基督教徒連夜逃離家園。[12]
- 美國總統奧巴馬授權美軍在美國利益受威脅或伊拉克少數宗教群體面臨被屠殺的危險時，可向伊斯蘭國武裝分子發動空襲。[13]

國際政治
- 前紅色高棉領導人農謝與喬森潘在柬埔寨法院特別法庭因危害人類罪被判處終身監禁[14]。

貿易經濟
- 世界貿易組織裁決中國對限制稀土出口的上訴案敗訴[15]。

健康
- 2014年西非伊波拉病毒疫情持續，利比里亞總統埃伦·约翰逊·瑟利夫宣佈國家進入緊急狀態。[16]

傳媒
- 日本產經新聞因報導韓國總統朴槿惠在世越號沉船事故中去見巳婚男子的誹謗報導，其首爾分社社長加藤達也被首爾中央地方檢察廳傳召問話，並禁止出境3個月。[17]

## 8月10日
災害事故
- 伊朗塞伯漢航空公司一架客機在德黑蘭墜毀。[18][19]

政治選舉
- 2014年土耳其总统选举進行投票，埃爾多安得票過半數，成為該國第一位由直選產生的總統。[20]

## 8月13日
災害事故
- 巴西總統候選人爱德华多·坎波斯乘坐的私人飛機在聖保羅州桑托斯失事墜毀，他與機上另外6人喪生。[21]

## 8月14日
國際政治
- 執政八年的伊拉克總理馬利基十四日晚間終於屈服政治壓力宣布放棄留任，支持其所屬什葉派政黨達瓦黨同志國會副議長阿巴迪出任總理[22]。

社区骚动
- 迈克尔·布朗枪击案
  - 美國密蘇里州黑人青年布朗被槍殺的聖路易斯市郊弗格森區，連續第四晚不安寧。三百多名市民入夜後繼續示威，防暴警察發射多枚催淚氣體，在場採訪的半島電視台記者受催淚氣體波及要離開。兩名分別來自華盛頓郵報及赫芬頓郵報的記者表示，早前曾被警方拘留，當時他們在附近一間快餐店內工作。白宮表示，正度假的美國總統奧巴馬亦知道騷亂情況。十八歲的布朗，上星期六被一名白人警員開槍擊斃。有目擊者指當時布朗已高舉雙手，顯示無手持武器，亦無與警員發生衝突[23]。

## 8月15日
經濟建設
- 連接西藏拉薩與日喀則的拉日鐵路通車[24][25][26]。

## 8月16日
武裝衝突
- 美軍對位於埃尔比勒和摩苏尔大坝附近的伊斯蘭國武裝分子發動了9次空襲。[27]

体育新闻
- 2014年夏季青年奥林匹克运动会在南京奥林匹克体育中心体育场开幕。[28]

## 8月18日
罪案
- 北京公安證實香港藝人房祖名和台灣藝人柯震東涉嫌吸毒分别被刑事拘留和行政拘留。[29]

## 8月20日
災害事故
- 日本廣島市周邊地區受豪雨影響，發生土石流災害，已知有66人死亡、21人失蹤、43人輕重傷。[30]

## 8月22日
恐怖襲撃
- 伊拉克迪亞拉省一間遜尼派清真寺被自殺式炸彈客及槍手襲擊，至少68人死亡，懷疑是什葉派武裝分子所為。[31]

## 8月24日
武裝衝突
- 敘利亞政府軍在拉卡省的最後一個據點塔布卡空軍基地被伊斯蘭國武裝分子攻佔。從8月19日開始攻勢起，伊斯蘭國有至少346人陣亡，政府軍有超過170人陣亡。[32]

災害事故
- 美國加州納帕發生矩震級6.0地震，約200人受傷[33]。

## 8月25日
武裝衝突
- 博科聖地武裝分子進攻尼日利亞博爾諾州嘉波魯恩加拉鎮，約480名政府軍退入鄰國喀麥隆境內。[34]

## 8月26日
- 中国媒体报道，江苏省教育厅发布《留学江苏行动计划》。省政府为吸引外籍留学生，将给予每名外籍学生5万至9万的政府奖学金，远超本国学生每年仅有少数人能获数千元奖学金的水平[35]。而当年，江苏的人均可支配收入仅为2.7万元[36]，仅是最低奖学金的一半。《留学江苏行动计划》公布后，引发争议[37]。后，江苏省教育厅否认奖学金是所有外籍学生均可享受，但奖学金数额确实如此[38]，超过本地居民收入水平。

法律罪案
- 英國羅瑟勒姆地方議會委托進行的一份有關羅瑟勒姆性侵案的獨立調查報告發表，估計當地在1997年至2013年間有多達1400名大多數是白人的少女被主要由巴基斯坦裔男子組成的幫派性侵犯，並揭露地方當局長期以來因為顧忌疑犯的少數族裔背景而不願認真跟進舉報。[39][40]

## 8月27日
武裝衝突
- 以色列與巴勒斯坦達成長期停火協議，結束七個星期的衝突。[41]

## 8月28日
災害事故
- 上午10點，於臺灣新北市雙溪區的太魯閣號278車次在牡丹車站下行23K處發生事故，目前除一名約84歲老翁死亡以外，無其他傷亡。[42]

## 8月29日
政治事件
- 中纪委通报山西省委常委、统战部长白云和山西省副省长任润厚，涉嫌严重违纪被调查。至此2014年山西官场地震中，共计七名在职的山西省副部级干部被查[43]，有五人为山西省委常委（其中金道铭为上届常委）[44]。

## 8月30日
體育
- 2014年世界盃篮球赛在西班牙馬德里開幕。[45]

## 8月31日
武裝衝突
- 伊拉克政府軍進入萨拉赫丁省的阿莫利鎮，解除伊斯蘭國武裝分子歷時兩個月的圍城。[46]

选举
- 全国人大常委会通过决议，准许香港于2017年普选行政长官。[47]